# Куусинен, Отто Вильгельмович
О́тто Вильге́льмович Ку́усинен (О́тто Ви́лле; фин. Otto Wille Kuusinen; 4 октября 1881, Лаукаа, Великое княжество Финляндское, Российская империя — 17 мая 1964, Москва, СССР) — российский и финский революционер и политик, деятель Коминтерна, советский политический и партийный деятель, с 1957 года — член Президиума ЦК (также в 1952—1953 гг.) и секретарь ЦК КПСС, теоретик марксизма, литератор.
Деятель Социал-демократической партии и один из основателей Коммунистической партии Финляндии. Секретарь ИККИ (1921—1939).
Премьер-министр и министр иностранных дел Правительства ФДР во время советско-финлядской войны (1939—1940).
Первый и единственный председатель Президиума Верховного Совета Карело-Финской ССР в 1940—1956 годах.
Академик АН СССР (1958), Герой Социалистического Труда (1961). Депутат финляндского Сейма (1908—1917), Верховного Совета СССР 1-6 созывов (1938—1945, 1946—1965 гг.), заместитель председателя Президиума ВС СССР (1940—1958).

## Биография
Родился в селе Лаукаа Вазаской губернии Великого княжества Финляндского, в семье портного. Когда ему не было ещё и года, лишился матери.
В десятилетнем возрасте в 1892 г. пошёл в школу, учился в гимназии Ювяскюля. Как отмечала Венла Сайнио, к окончанию школы «он был уже круглым сиротой, и учиться ему позволили лишь собственная предприимчивость, понимание со стороны мачехи и помощь друзей».
Окончил историко-филологический факультет Императорского Александровского университета (1905). В 1904 году вступил в социал-демократическую партию Финляндии, а через два года стал её лидером. Принимал участие в Копенгагенском и Базельском Конгрессах II Интернационала.
На выборах в июле 1908 года был избран в депутаты сейма (1908—1909 и 1911—1913). Осенью 1917 г. в Гельсингфорсе познакомился с В. И. Лениным.

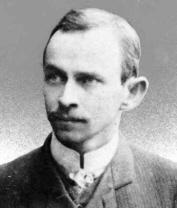
Отто Куусинен в 1920 году

В 1918 году О. В. Куусинен был уполномоченным по делам просвещения в Совете народных уполномоченных — революционном правительстве Финляндии. После поражения красных в гражданской войне в Финляндии бежал в РСФСР. Летом 1918 года опубликовал переведённый на многие языки памфлет «Финская революция, самокритика», в котором раскритиковал старое социал-демократическое рабочее движение. Вёл революционную работу в Екатеринбурге. Куусинен перешёл к большевикам и участвовал в основании Коммунистической партии Финляндии в Москве осенью 1918 года. По его инициативе компартия готовилась к вооружённому восстанию в Финляндии. 17 мая 1919 года по решению партии вместе с Юккой Лехтосаари нелегально, под именем Отто Виллебранд, проник в Финляндию. Написал программу Социалистической рабочей партии Финляндии, писал статьи в газету финского социал-демократического союза молодёжи. В феврале 1920 года распространились слухи о его смерти. В России и в Финляндии руководители рабочего движения прочли в его честь памятные речи и даже назвали место собраний финских коммунистов в Петрограде Клубом Куусинена. Но он выжил, скрывался в Хельсинки и через Швецию вернулся в Россию в начале 1921.

### Деятель Коминтерна
В межвоенный период Куусинен работал в Коминтерне, был делегатом восьми его конгрессов. Был одним из идеологов этой организации, призывавшей к всемирной диктатуре пролетариата. В 1921—1939 годах — секретарь Исполкома Коминтерна (ИККИ). В 1922 году — кандидат в члены Президиума ИККИ, а в 1922—1939 годах — член Президиума ИККИ. В 1923—1926 годах — член Оргбюро ИККИ.
Сразу же после начала Зимней войны О. Куусинен был назначен главой правительства и министром иностранных дел «Финляндской Демократической Республики», от имени которого 2 декабря 1939 года подписал «Договор о взаимопомощи и дружбе» с Советским Союзом, несмотря на то, что его правительство не контролировало столицу Финляндии — Хельсинки.
К концу войны, правительство Куусинена было распущено. В марте 1940 года была образована Карело-Финская ССР, включившая в себя бывшую Карельскую АССР, а также земли Западной Карелии, отошедшие к СССР. 9 июля 1940 года Куусинен был избран Председателем Президиума Верховного Совета Карело-Финской ССР. В 1940—1958 годах по совместительству являлся также и заместителем Председателя Президиума Верховного Совета СССР.

### В руководстве СССР
В феврале 1941 года на XVIII партийной конференции Куусинен был избран в состав ЦК ВКП(б), членом которого он оставался до смерти. В октябре 1952 года — марте 1953 года — член Президиума ЦК КПСС.
На июньском 1957 г. Пленуме ЦК КПСС выступил против антипартийной группы, осудил культ личности Сталина, поддержал Хрущёва и был избран членом Президиума и секретарём ЦК КПСС. С июня 1957 года до мая 1964 года — член Президиума ЦК КПСС и секретарь ЦК КПСС. Был старейшим по возрасту среди секретарей ЦК КПСС и членов его Президиума (Политбюро).
В сентябре 1957 г. подготовил и в октябре направил в адрес партийного руководства «Записку о современной трактовке диктатуры пролетариата», основная идея которой заключалась в том, что диктатура пролетариата исторически себя изжила.
В 1958 стал членом Академии наук СССР.
О. В. Куусинен был редактором учебника «Основы марксизма-ленинизма», одной из фундаментальных работ в области диалектического материализма и научного коммунизма. Эта книга стала одним из первых документов, в которых упоминается тезис о перерастании государства диктатуры пролетариата в общенародное государство, в дальнейшем ставший частью Программы КПСС 1961 года. Ф. М. Бурлацкий вспоминал: «После статьи, в которой я написал, что у нас уже нет диктатуры пролетариата, член Президиума ЦК КПСС Куусинен Отто Вильгельмович пригласил меня написать в учебник „Основы марксизма-ленинизма“, за создание которого он отвечал, главу о переходе к общенародному государству». Согласно Ричарду Косолапову, когда после смерти Сталина «из ЦК одновременно убрали и даже выслали из столицы члена Президиума ЦК Д. И. Чеснокова и члена ЦК КПСС Ю. А. Жданова», «чуть ли не главным теоретиком партии при образовавшемся вакууме вдруг оказался Отто Куусинен, бывший финский социал-демократ, ветеран-коминтерновец…».
О. Куусинен покровительствовал Ю. В. Андропову, которого называют даже его «любимым учеником». Как отмечает В. В. Огрызко, на рубеже 50-60‑х годов «одна из главных теневых фигур Кремля — Отто Куусинен — начал усиленно продвигать на ведущие роли в партийном руководстве Андропова».
В 1961 был удостоен звания Героя Социалистического Труда. Награждён пятью орденами Ленина.
Скончался О. В. Куусинен от рака печени. Урна с прахом с высшими государственными почестями была захоронена в некрополе у Кремлёвской стены.
После смерти Куусинена в мае 1964 г. в «Правде» вышла статья, в которой было написано, что он долгое время работал рука об руку с верным ленинцем Хрущёвым и другими руководителями Коммунистической партии Советского Союза. В Москве был объявлен траур, портреты Куусинена с траурными лентами были помещены в окна правительственных зданий и магазинов.

## Личная жизнь
В 1902 году О. В. Куусинен обвенчался с Саймой-Паулиной Дальстрём. Брак распался в 1923 году. Дети, рождённые в браке с Саймой:
дочь — Хертта Куусинен (1904—1974) — была почётным председателем Коммунистической партии Финляндии, президентом Международной демократической федерации женщин;
сын — Эса (1906—1949), журналист и переводчик, жил и работал в Петрозаводске, в 1937—1939 годах подвергался репрессиям;
дочь — Рийкка (проживала в Москве, в конце жизни переселилась в Финляндию, умерла в доме престарелых в Хельсинки);
сын — Хейкки Яакко Сакари (1911 — конец 1990-х), физик, доцент Хельсинкского университета;
сын — Танели (1913—1962), пианист, выпускник Академии имени Сибелиуса.
В 1923 году женился на Айно Туртиайнен (в 1931—1933 годах была на нелегальной работе по линии Коминтерна в США, затем — агентом советской военной разведки в Японии). К началу 1930-х, согласно её мемуарам, их отношения сошли на нет.
Репрессирована (в 1938), провела в заключении в совокупности 15 лет. В своих мемуарах она упоминала О. Куусинена как «друга Сталина», и отмечая при этом, что от неё добивались подтвердить обвинение его в шпионской деятельности, замечала, что «не сомневалась, что Отто действовал только на благо Коминтерна и советского правительства».
С 1936 года и по последние годы жизни О. В. Куусинен, формально не будучи разведённым с предыдущей женой, прожил с Мариной Амираговой, которая была младше его на 30 лет. У них родилась единственная дочь Виолетта (1937), которая умерла в годовалом возрасте.

## Память
В честь Куусинена названы улицы в Москве (улица Куусинена), Астрахани, Донецке, Харькове (переименована), Алма-Ате.
В Петрозаводске на Советской площади в 1973 году был установлен памятник О. В. Куусинену, имя О. В. Куусинена носил Петрозаводский государственный университет в 1964—1991 годах.
|  |  |

## Сочинения
- Революция в Финляндии: (Самокритика) — Париж: Издательство Коммунистического интернационала, 1919. — 64 с.
- Неудавшееся изображение «немецкого Октября» : По поводу «Уроков Октября» т. Троцкого. — Л.—М.: Государственное издательство, 1924. — 20 с.
- Современные правые социал-демократы. — М., 1948.
- Коммунистические партии Западной Европы в авангарде борьбы за демократические свободы. — [Москва]: Госполитиздат, 1954. — 24 с.
- Куусинен О. В. «Речь на февральском (1964 г.) пленуме ЦК КПСС»
- Избранные произведения. (1918—1964). — М., 1966.
  - перевод на финский язык: Kuusinen O. W. Valitut teokset (1918—1964). — М., 1968.
- Основы марксизма-ленинизма[англ.] (под ред. О. Куусинена)